# Nekkerbos
Het Nekkerbos is een bos in Grimbergen in de provincie Vlaams-Brabant in België aan de monding van de Amelvonnebeek in de Maalbeek.
Het bos is eigendom van Natuurpunt, de Provincie Vlaams-Brabant, de Koninklijke Schenking en enkele particuliere eigenaars.
Voor 1900 lagen hier voedselarme hooilanden. De nabijgelegen Nekkerweide, beheerd door Natuurpunt, is een overblijfsel van deze hooilanden en wordt al lange tijd als natuurgebied beheerd. Hier vindt men knolsteenbreek, moerasstreepzaad en kleine ratelaar. Van de in de Maalbeekvallei voorkomende vogels kunnen watersnip, waterral, en wintertaling worden genoemd.
De grens tussen de gemeenten Grimbergen en Meise volgt de Maalbeek gedurende lange tijd. Aan de kant van Meise is er het sportcentrum "De Nekker" gelegen.